# Las Piñas
Las Piñas (offiziell englisch City of Las Piñas, Tagalog Lungsod ng Las Piñas) ist eine der Städte, aus denen die philippinische Hauptstadtregion Metro Manila besteht. Im Jahr 2015 lebten in Las Piñas 588.894 Menschen auf 41,54 Quadratkilometern.

## Distrikte und Baranggays
Las Piñas ist politisch in 20 Baranggays (Ortsteile) untergliedert. Diese Baranggays sind zwei Distrikten zugeordnet. Distrikt 1 nimmt den nordwestlichen Teil des Stadtgebietes ein, während der Distrikt 2 die übrige Hälfte vereinnahmt.
| Baranggays im Distrikt 1 - CAA-B.F. International - Daniel Fajardo (Poblacion) - Elias Aldana - Ilaya - Manuyo Uno - Manuyo Dos - Pamplona Uno - Pamplona Dos - Pamplona Tres - Pulanglupa Uno - Pulanglupa Dos - Zapote | Baranggays im Distrikt 2 - Almanza Uno - Almanza Dos - Pilar Village - Talon Uno - Talon Dos - Talon Tres - Talon Cuatro - Talon Singko |

## Einzelnachweise

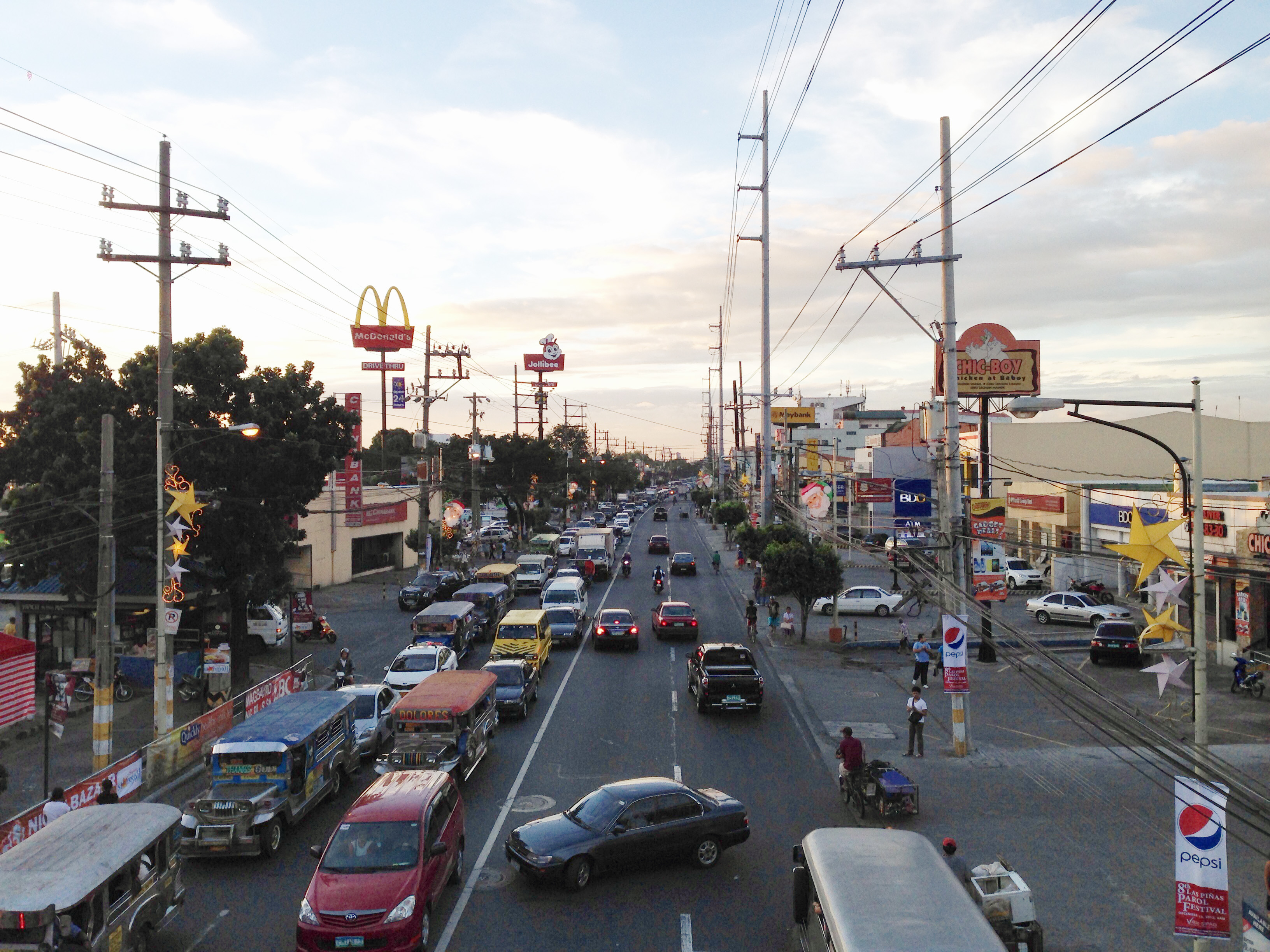
Las Piñas

## Persönlichkeiten
- Amani Aguinaldo (* 1995), Fußballspieler
- Javier Gayoso (* 1997), Fußballspieler